# Belvosia matamorosa
Belvosia matamorosa là một loài ruồi trong họ Tachinidae.